# Neaspilota vernoniae
Neaspilota vernoniae es una especie de insecto del género Neaspilota de la familia Tephritidae del orden Diptera.

## Historia
Friedrich Hermann Loew la describió científicamente por primera vez en el año 1861.